# Minako Yoshida
Pour les articles homonymes, voir Yoshida.
Minako Yoshida (吉田美奈子, Yoshida Minako) est une chanteuse, parolière et productrice japonaise née le 7 avril 1953.
Yoshida s'est essayée à plusieurs styles de musique, notamment la soul, le blues, le funk et la city pop.
Elle a fait partie du groupe Amii's Army avec le musicien japonais Tatsurō Yamashita.

## Discographie[2],[3]

### Albums
- 2016 : Yoshida Miyako Glorious Concert (live)
- 2006 : Spangles
- 2003 : Revelation
- 2002 : Stable
- 1997 : Spell
- 1996 : Key
- 1995 : Extreme Beauty
- 1990 : Gazer
- 1989 : Dark Crystal
- 1986 : Bells
- 1983 : In Motion
- 1982 : Lightin' Up
- 1981 : Monsters in Town
- 1980 : Monochrome
- 1978 : Let's do it (愛は思うまま)
- 1977 : Twilight Zone
- 1976 : Minako II (live)
- 1976 : Flapper
- 1975 : Minako
- 1973 : Tobira no fuyu (扉の冬)